# Acrosemia undilinea
Acrosemia undilinea är en fjärilsart som beskrevs av W. Warren 1897. Acrosemia undilinea ingår i släktet Acrosemia och familjen mätare. Inga underarter finns listade i Catalogue of Life.